# 左京山駅
左京山駅（さきょうやまえき）は、愛知県名古屋市緑区左京山にある名鉄名古屋本線の駅である。駅番号はNH26。
大高緑地の最寄り駅であるため、以前の駅名表示板には「（緑地公園前）」と記されていた。通常は普通のみが停車するが、大高緑地でイベントが開催される場合は一部の急行・準急が臨時停車することがある。

## 歴史
- 1942年（昭和17年）6月10日 - 開業。
- 1973年（昭和48年）11月15日 - 駅名に「緑地公園前」の愛称を付加（現在は撤去）[2]。
- 2004年（平成16年）9月15日 - トランパスの供用開始[3]、駅集中管理システム導入（特殊勤務駅）。下り線に簡易駅舎を新設[4]。
- 2007年（平成19年）8月 - 無人化[5]。上り線駅舎改築[4]。
- 2011年（平成23年）2月11日 - ICカード乗車券「manaca」供用開始。
- 2012年（平成24年）2月29日 - 「トランパス」供用終了。
- 2023年（令和5年）3月18日 - 準急の特別停車が廃止となり、完全な普通停車駅となる。

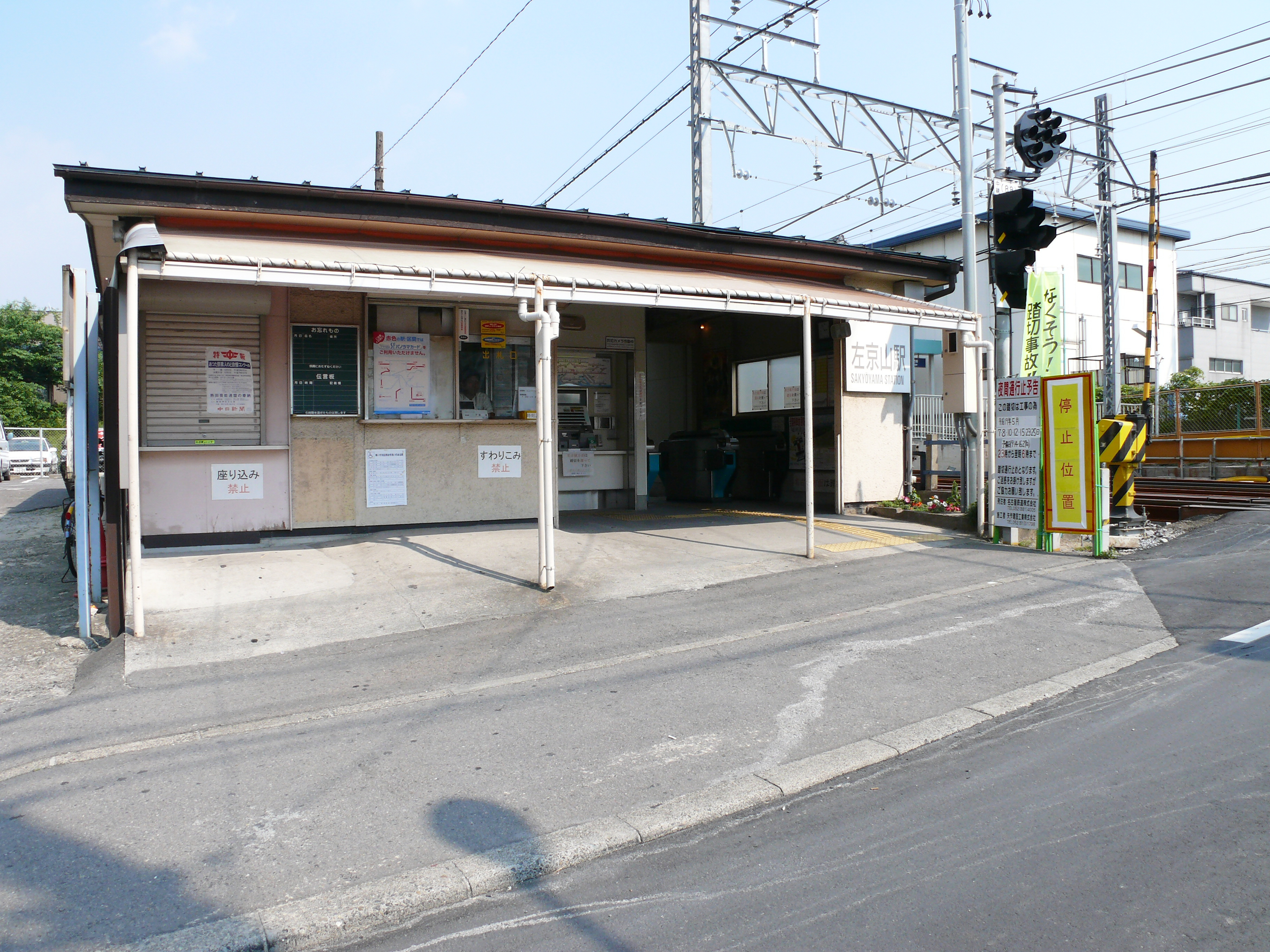
土居下仮駅舎を転用した上り線旧駅舎（2007年5月）

## 駅構造
6両編成対応の相対式2面2線ホームの地上駅で、駅集中管理システム（管理駅は神宮前駅）が導入された無人駅である（以前は有人駅だった）。以前は瀬戸線土居下駅が暫定的に終着駅だった際に建てられていた仮駅舎を転用した簡素な駅舎が豊橋方面にあるのみで、名古屋方面ホームへは跨線橋で連絡していた。その後鳴海駅付近高架工事に伴う仮ホーム移行の直前に跨線橋が撤去され、名古屋方面にも標準的な簡易駅舎が建てられて改札口を上下線で分離された（跨線橋は2008年3月に復元）。豊橋方面の駅舎も仮ホームの嵩上げ（復元）と共に現在の駅舎へ改築された。
| 番線 | 路線          | 方向 | 行先                 |
| ---- | ------------- | ---- | -------------------- |
| 1    | NH 名古屋本線 | 下り | 金山・名鉄名古屋方面 |
| 2    | NH 名古屋本線 | 上り | 東岡崎・豊橋方面     |

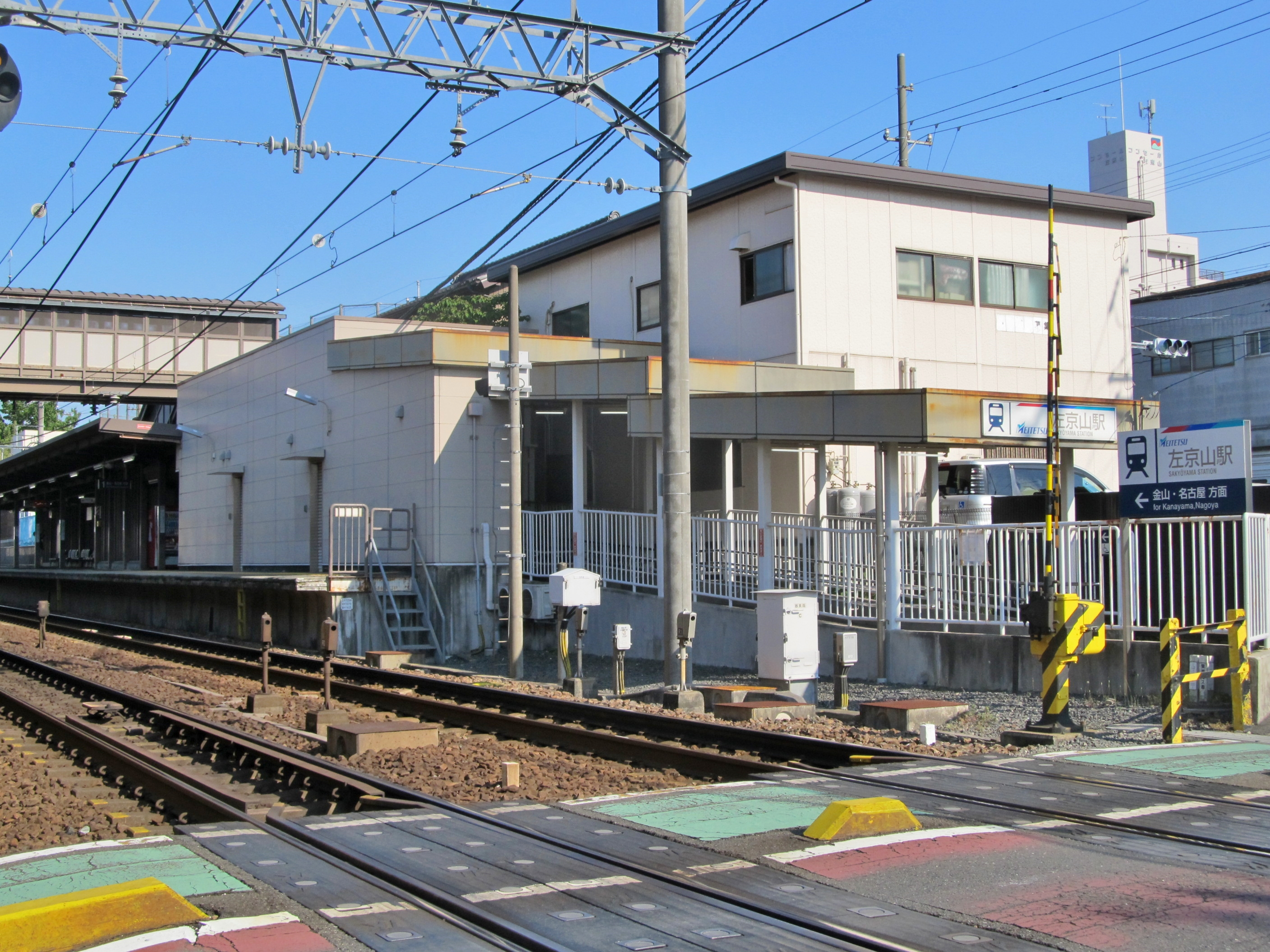
下り側駅舎
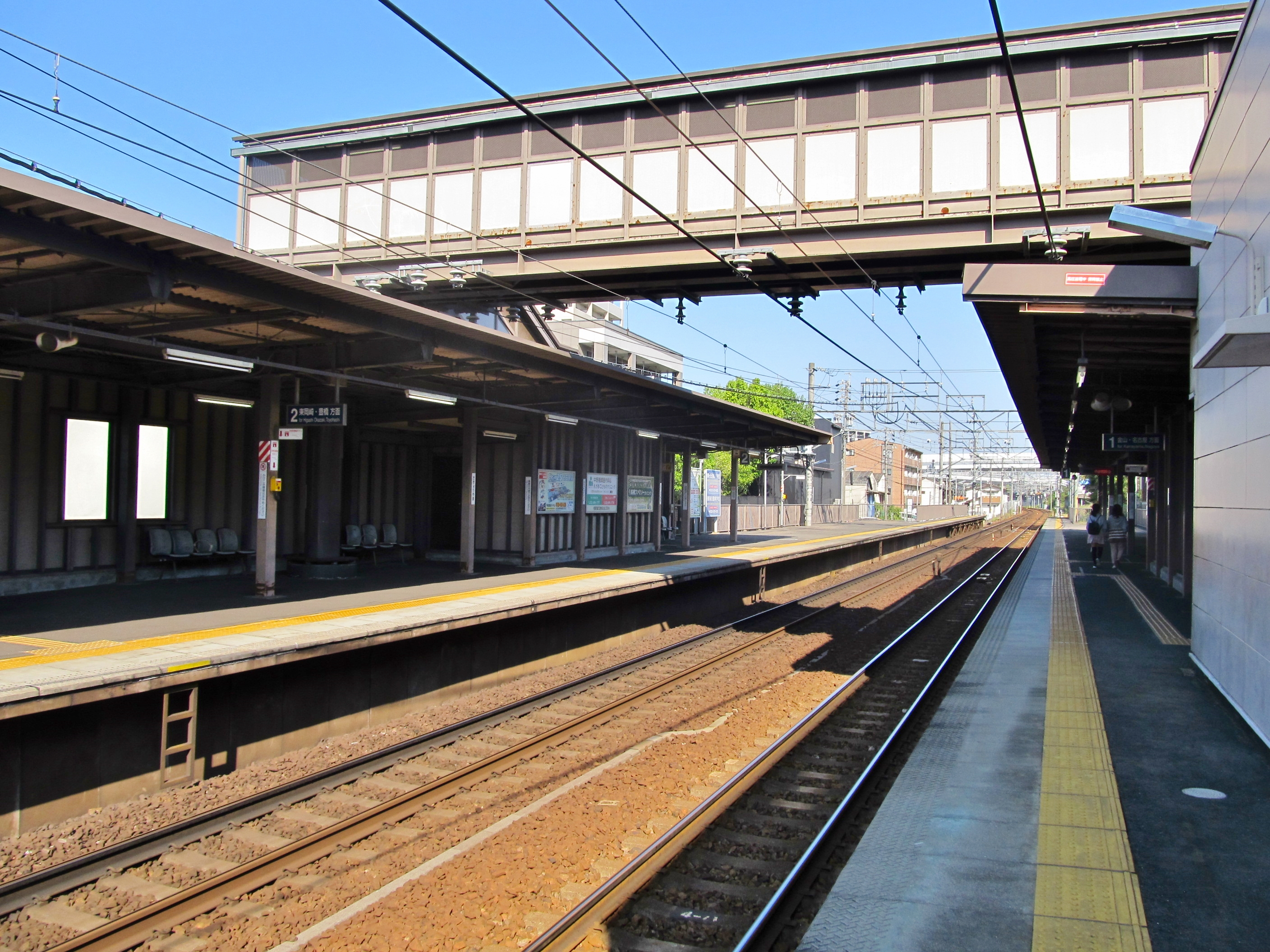
ホーム
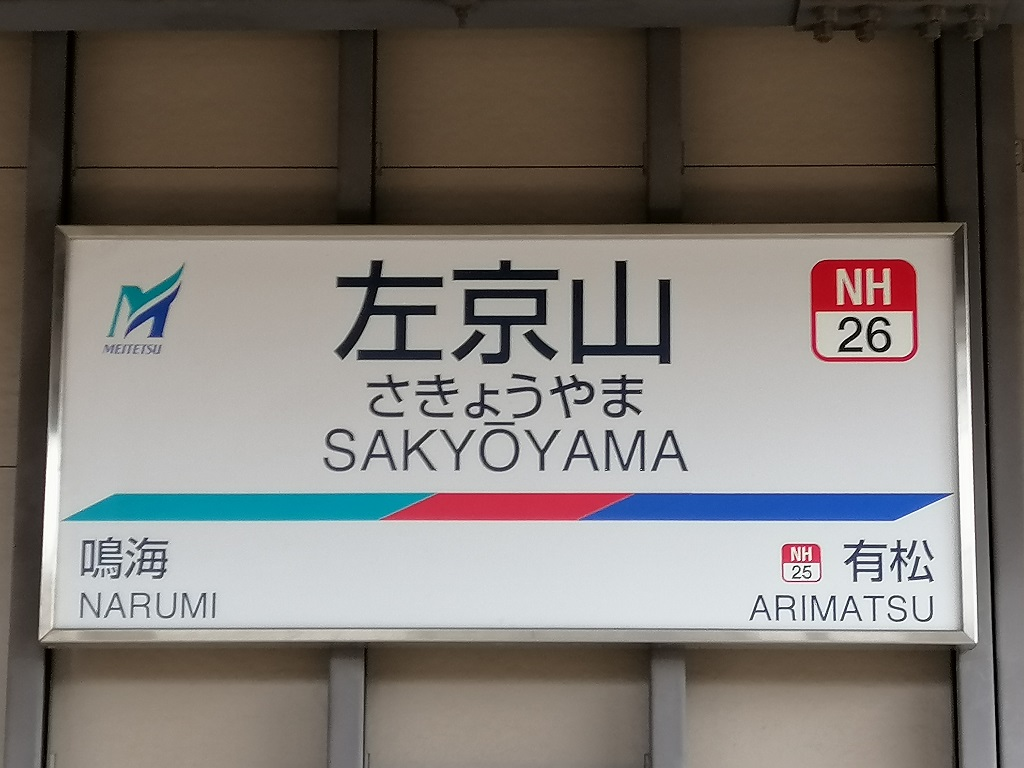
駅名標

### 配線図
| ← 東岡崎・ 豊橋方面 | 左京山駅 構内配線略図 | → 神宮前・ 名古屋方面 |
| 凡例 出典:          |                       |                       |

## 利用状況
- 「移動等円滑化取組報告書」によれば、2021年度の1日平均乗降人員は4,087人である[1]。
- 『名鉄120年：近20年のあゆみ』によると2013年度当時の1日平均乗降人員は4,214人であり、この値は名鉄全駅（275駅）中104位、名古屋本線（60駅）中30位であった[10]。
- 『名古屋鉄道百年史』によると1992年度当時の1日平均乗降人員は5,294人であり、この値は岐阜市内線均一運賃区間内各駅（岐阜市内線・田神線・美濃町線徹明町駅 - 琴塚駅間）を除く名鉄全駅（342駅）中80位、 名古屋本線（61駅）中27位であった[11]。
- 『名古屋市統計年鑑』によると、近年の1日平均乗車人員は以下の通り[12]。

| 年度   | 1日平均 乗車人員 |
| ------ | ---------------- |
| 2000年 | 2,046            |
| 2001年 | 2,024            |
| 2002年 | 2,030            |
| 2003年 | 2,023            |
| 2004年 | 2,026            |
| 2005年 | 1,984            |
| 2006年 | 1,984            |
| 2007年 | 1,957            |
| 2008年 | 1,926            |
| 2009年 | 1,880            |
| 2010年 | 1,953            |
| 2011年 | 1,955            |
| 2012年 | 1,987            |
| 2013年 | 2,096            |
| 2014年 | 2,122            |
| 2015年 | 2,233            |
| 2016年 | 2,308            |
| 2017年 | 2,383            |
| 2018年 | 2,403            |
| 2019年 | 2,359            |

## 駅周辺
- 緑区役所
- 緑警察署
- 大高緑地
- 名古屋左京山郵便局
- 名古屋市立左京山中学校
- 愛知県立鳴海高等学校
- 国道1号
- 旧東海道（愛知県道222号緑瑞穂線）
- フェルナ 相原郷店

## 利用可能なバス路線
名古屋市営バス・「左京山」バス停（駅南側　国道1号上）
- 鳴子13：地下鉄鳴子北 - 左京山 - 有松町口無池
- 鳴.有：鳴尾車庫 - 左京山 - 名鉄有松

駅から西へ徒歩5分ほどの場所には名古屋市営バスの「平部」バス停も存在する。

## 隣の駅
名古屋鉄道
NH 名古屋本線
□快速特急・■特急・■急行・■準急
通過
■普通
有松駅（NH25） - 左京山駅（NH26） - 鳴海駅（NH27）